# Загальне мовознавство
Загальне мовознавство (також Загальна лінгвістика) — одна з основних наукових дисциплін мовознавства, поряд з прикладною та історичною лінгвістикою.

## Значення терміна
У цьому вужчому сенсі термін «загальне мовознавство» є синонімічним до терміна «теоретична лінгвістика». Водночас визначення меж згаданих мовознавчих дисциплін та загального мовознавства може суттєво відрізнятися.
Термін «загальне мовознавство» також використовується для протиставлення з конкретною лінгвістикою, тобто спеціальними мовознавчими дисциплінами окремих філологій, які вивчають конкретні мови, мовні групи чи мовні ареали. Наприклад в рамках україністики вивчається українська мова, в рамках германістики — германська група мов, в рамках балканістики — балканський мовний союз. За такого ширшого тлумачення терміна «загальне мовознавство», низка аспектів прикладної та історичної лінгвістики також зараховується до його предмету.

## Предмет
Загальне мовознавство насамперед займається вивченням мови людини як природної системи, тобто не розглядає окремі мови, як такі, а займається аналізом загальних ознак і функцій мови. До завдань загального мовознавства належать зокрема такі, як створення абстрактних моделей будови мови людини, опис та тлумачення загальних мовних універсалій, загальних закономірностей мовного розвитку та загальних ознак вживання мови. До загального мовознавства зараховують також дослідження біологічного походження та біологічних основ мови та мовлення.
Загалом загальне мовознавство є напрямом фундаментальних досліджень мови. Проте воно перебуває в тісному взаємозв'язку з іншими напрямами мовознавчих досліджень та міждисциплінарних студій. Загальне мовознавство є частиною когнітивної науки.

## Напрями досліджень та окремі дисципліни
Завданнями загального мовознавства є опис складових мовної системи (фонеми, лексеми, різні функціональні одиниці), визначення їхніх функцій та значення, а також можливостей та моделей їхнього поєднання (комбінації звуків, фрази, речення, тексти). З цих даних розробляються різні моделі граматики. Наразі наука виходить з постулату так званої універсальної граматики, тобто біологічно даної основної граматичної структури, що є спільною для всіх природних мов світу. Іншим завданням загального мовознавства є розробка загальної теорії мови.

### Теоретичні дисципліни
У вузькому сенсі термін «загальне мовознавство» відповідає терміну «теоретична лінгвістика». Загалом теоретичні мовознавчі дисципліні є ядром загального мовознавства. Водночас загальне мовознавство в широкому сенсі охоплює також частину дисциплін прикладної та історичної лінгвістики.
Теоретичними дисциплінами загального мовознавства є такі:
- Фонологія — вивчає структуру звукового складу мови (мовленнєві одиниці та засоби) та їхнє функціонування в мовній системі.
- Граматика — вивчає будову мови.
  - Морфологія — вивчає явища, що характеризують граматичну природу слова як граматичної одиниці мови.
  - Синтаксис — вивчає словосполучення та речення, їх будову, типи й об'єднання в надфразні одиниці.
- Лексикологія — вивчає лексику (словниковий склад мови)
- Семантика — вивчає значення слів і їх складових частин, словосполук і фразеологізмів.
  - Лексична семантика
  - Синтаксична семантика
  - Текстова семантика

Окрім цих базових дисциплін загального мовознавства, також існують ще такі, як:
- Лінгвістика тексту
  - Мовленнєвий аналіз
  - Дискурсивний аналіз
- Філософія мови — вчення про зв'язок між мовою, мислення та реальністю, а також про загальні функції мови.
- Семіотика — вчення про знакові системи.
  - Прагматика — розділ семіотики, що висвітлює стосунки між учасниками комунікації, адресантом та адресатом, мовцем і слухачем.

Особливе місце займають такі дві дисципліни, як
- Графеміка, яка досліджує системи письма природних та штучних мов.
- Фонетика — вчення про фізичні властивості звукового складу мови. Фонетика вважається частиною загального мовознавства, вона тісно пов'язана з фонологією й часто розглядається з нею в комплексі. Фонетика пов'язана не стільки з описом мовної системи, як з такими дисциплінами, як психолінгвістика, дослідження мовних патологій, клінічна лінгвістика, зокрема логопедія, що є дисципліною прикладної лінгвістики.

### Загально-порівняльні дисципліни
Окрім опису мовної структури загальне мовознавство в широкому тлумаченні займається також описом та аналізом мовних явищ, властивих багатьом мовам світу. Важливими напрямами досліджень тут є:
- Дослідження мовних універсалій. Проводяться пошуки так званої універсальної граматики, тобто через порівняння фонологічної, морфологічної та синтаксичної систем різних мов, мовознавці виявляють спільні мовні риси.
- Лінгвістична типологія намагається типологізувати всі мови світу за певними критеріями.
- Контрастивна лінгвістика, на відміну від пошуків універсалії, займається як спільними, так і відмінними чи навіть унікальними рисами різних мов.
- Ареальна лінгвістика досліджує мовні союзи, що виникають між різними за походженням мовами на спільній території.

### Прикладні дисципліни
Внаслідок дуже різних тлумачень поняття «мова» та різних методів мовознавчих досліджень, а також через загалом інтердисциплінарний характер мовознавства, проведення чітких меж між загальним мовознавством та прикладною лінгвістикою видається проблематичним.
Так, в залежності від проблематики, такі мовознавчі дисципліни, як квантитативна лінгвістика та корпусна лінгвістика можуть зараховуватися як до загального мовознавства, так і до прикладної лінгвістики.

### Історичні дисципліни
Так само не існує наукового консенсусу щодо розмежування загального та історичного мовознавства. Якщо загальне мовознавство розуміють, як дисципліну, яка вивчає загальні принципи, правила, норми й закономірності мовних змін, то певні напрями історичного мовознавства, принаймні, як аспекти досліджень, мають бути також зараховані до загального мовознавства. Тут йдеться насамперед про:
- Дослідження фонології, морфології, синтаксису та лексики (Лексична семантика) в діахронії (фонетичні, граматичні, лексичні та семантичні зміни).
- Дослідження загальних принципів виникнення слів та походження лексики (етимологія), виникнення мови, занепад мови, відмирання мови.

### Мовознавство як дисципліна
Окрім того загальне мовознавство займається темами, які стосуються самого мовознавства (метарівень). До таких тем відносяться:
- Історія мовознавства
- Метатеорія мовознавства
- Методологія мовознавства
- Допоміжні дисципліни, такі як лексикографія та дослідження термінології.

### Довідкова
- Hadumod Bußmann: Lexikon der Sprachwissenschaft. 3. Aufl. Kröner, Stuttgart 2002, ISBN 3-520-45203-0
- David Crystal: The Cambridge Encyclopedia of Language. Cambridge University Press, Cambridge 2003. ISBN 3-12-539661-1
- Helmut Glück (Hg.): Metzler Lexikon Sprache, 3. Aufl. Metzler, Stuttgart 2005, ISBN 3-476-02056-8
- Johan Kerstens / Eddy Ruys / Joost Zwarts: Lexicon of Linguistics [Архівовано 2 травня 2014 у Wayback Machine.] (Onlineressource) Utrecht Institute of Linguistics OTS, Utrecht 2001
- Peter Matthews: The Concise Oxford Dictionary of Linguistics. Oxford Univ. Press, Oxford 1997, 2005, ISBN 0-19-861050-5

### Загальна
- Adrian Akmajian et al.: Linguistics. An Introduction to Language and Communication. Fifth edition, MIT Press, Cambridge (Mass.) 2001, ISBN 0-262-51123-1
- Булаховський, Леонід Арсенійович. Вибрані праці [Текст]: в 5 т. / Л. А. Булаховський; голова редкол. І. К. Білодід ; АН УРСР, Ін-т мовознав. ім. О. О. Потебні. — К. : Наукова думка, [197?] .

Т. 1 : Загальне мовознавство / відп. ред. О. С. Мельничук; вступ. ст. І. К. Білодід, Т. Б. Лукінова. — [Б. м.]: [б.в.], 1975. — 496с.+ 3 арк. фотогр. — Бібліогр.: с. 26-28.
- Удовиченко, Григорій Михайлович. Загальне мовознавство. Проблеми. Методи [Текст]: навч. посібник для студ. філол. фак. вузів / Г. М. Удовиченко ; Український педагогічний ун-т ім. М. П. Драгоманова. — К. : [б.в.], 1994. — 199 с.

### Навчальна
- Бережняк, Валентина Миколаївна. Загальне мовознавство [Текст]: хрестоматія / Бережняк В. М. ; Ніжин. держ. ун-т ім. М. Гоголя. — Ніжин: Вид-во НДУ ім. М. Гоголя, 2011. — 361 с. — 230 прим.
- Вусик, Ганна Леонідівна. Загальне мовознавство (соціолінгвістичний аспект) [Текст]: навч.-метод. посібник / Г. Л. Вусик ; Бердянський держ. педагогічний ун-т. Інститут філології. — Донецьк: Юго-Восток, 2008. — 163 с. — Бібліогр.:
- Загальне мовознавство в тестах для бакалаврів [Текст]: [навч. посіб.] / Дрогоб. держ. пед. ун-т ім. Івана Франка; [уклад.: Космеда Т. А. та ін. ; за заг. ред. Т. А. Космеди]. — Дрогобич: РВВ ДДУ ім. Івана Франка, 2013. — 158 с. — (Університетська бібліотека). — Бібліогр.: с. 155—158. — 300 прим.
- Заоборна, Марія. Загальне мовознавство [Текст]: навч.-метод. посіб. / М. Заоборна. — Т. : Підручники і посібники, 2009. — 96 c. — Бібліогр.: в кінці тем.
- Зеленько, А. С.. Загальне мовознавство. Історія лінгвістичних вчень. Аспекти, методи, прийоми та процедури вивчення мови [Текст]: посібник / А. С. Зеленько ; Луганський держ. педагогічний ун-т ім. Тараса Шевченка. — 2. вид., перероб. — Луганськ: Альма-матер, 2002. — 283 с.: іл. — Бібліогр.: с. 277—280.
- Зеленько, Анатолій Степанович. Загальне мовознавство [Текст]: навч. посіб. / А. С. Зеленько. — К. : Знання, 2010. — 380 с. : іл. — Бібліогр. в кінці розд. — 500 прим.
- Кириченко, Григорій Сидорович Нариси загального мовознавства [Текст]: навч. посіб. для студ. філол. спец. вищ. навч. закладів / Г. С. Кириченко [и др.]. — К. : Миколаївський держ. ун-т ім. В. О. Сухомлинського, Національний ун-т кораблебудування ім. адмірала Макарова, 2008 . — ISBN 978-966-313-378-2. с. 159—160.
- Кочерган Михайло Петрович. Загальне мовознавство [Текст]: підручник для студ. філол. спец. вузів / М. П. Кочерган. — К. : Академія, 1999. — 288 с. — (Альма-матер). (перевидання: 2003, 2006, 2008, 3-е вид. 2010)
- Мірченко, Микола Васильович. Загальне мовознавство [Текст]: робоча навч. програма курсу / М. В. Мірченко, Н. Б. Благовірна ; Волинський держ. ун-т ім. Лесі Українки. Філологічний факультет. Кафедра української мови, видавничої справи та редагування. — Луцьк: Вежа, 2006. — 76 с. — Бібліогр.: в кінці розд.
- Семчинський, Станіслав Володимирович. Загальне мовознавство [Текст]: підруч. для студ. філол. ф-тів ун-тів / С. В. Семчинський. — К. : Вища школа, 1988. — 328 с. — Бібліогр.: с. 325—326.
- Семчинський, Станіслав Володимирович. Загальне мовознавство [Текст]: підручник для студ. філол. фак. ун-тів / С. В. Семчинський. −2.вид., перероб. і доп. — К. : ОКО, 1996. — 416 с.
- Супрун, Людмила Вікторівна. Загальне мовознавство. Практичні заняття, самостійна робота [Текст]: навч. посіб. / Л. В. Супрун. — К. : Знання, 2012. — 335 с. — Бібліогр. на початку практ занять — Бібліогр.: с. 334—335. — 1000 прим.